# Kapłań
Kapłań – wieś w Polsce położona w województwie podlaskim, w powiecie wysokomazowieckim, w gminie Klukowo.
W latach 1975–1998 miejscowość administracyjnie należała do województwa łomżyńskiego.
Wierni kościoła rzymskokatolickiego należą do parafii Najświętszej Maryi Panny Częstochowskiej w Klukowie.

## Historia
Wieś powstała na gruntach dóbr rycerzy herbu Ślepowron, którzy mieszkali w tej okolicy w XV wieku przyjmując nazwisko Kuczyńskich.
W I Rzeczypospolitej miejscowość należała do ziemi drohickiej w województwie podlaskim.
Znani właściciele wsi (również częściowi):
- 1547 – Łukasz Kuczyński
- 1580 – pół włóki gruntów posiadał ślachetny Salomon Łuniewski
- część miejscowości w roku 1691 od JMP Nikodema Sobolewskiego wykupił Walenty Kuczyński
- Wiktoryn Kuczyński
- 1805 – własność Kuczyńskich

Na początku XIX w. według Tabelli Miast i Wsi Królestwa Polskiego wieś liczyła 15 domów ze 105 mieszkańcami. W czasie uwłaszczenia w 1864 roku powstało 21 gospodarstw na 236 morgach gruntu.

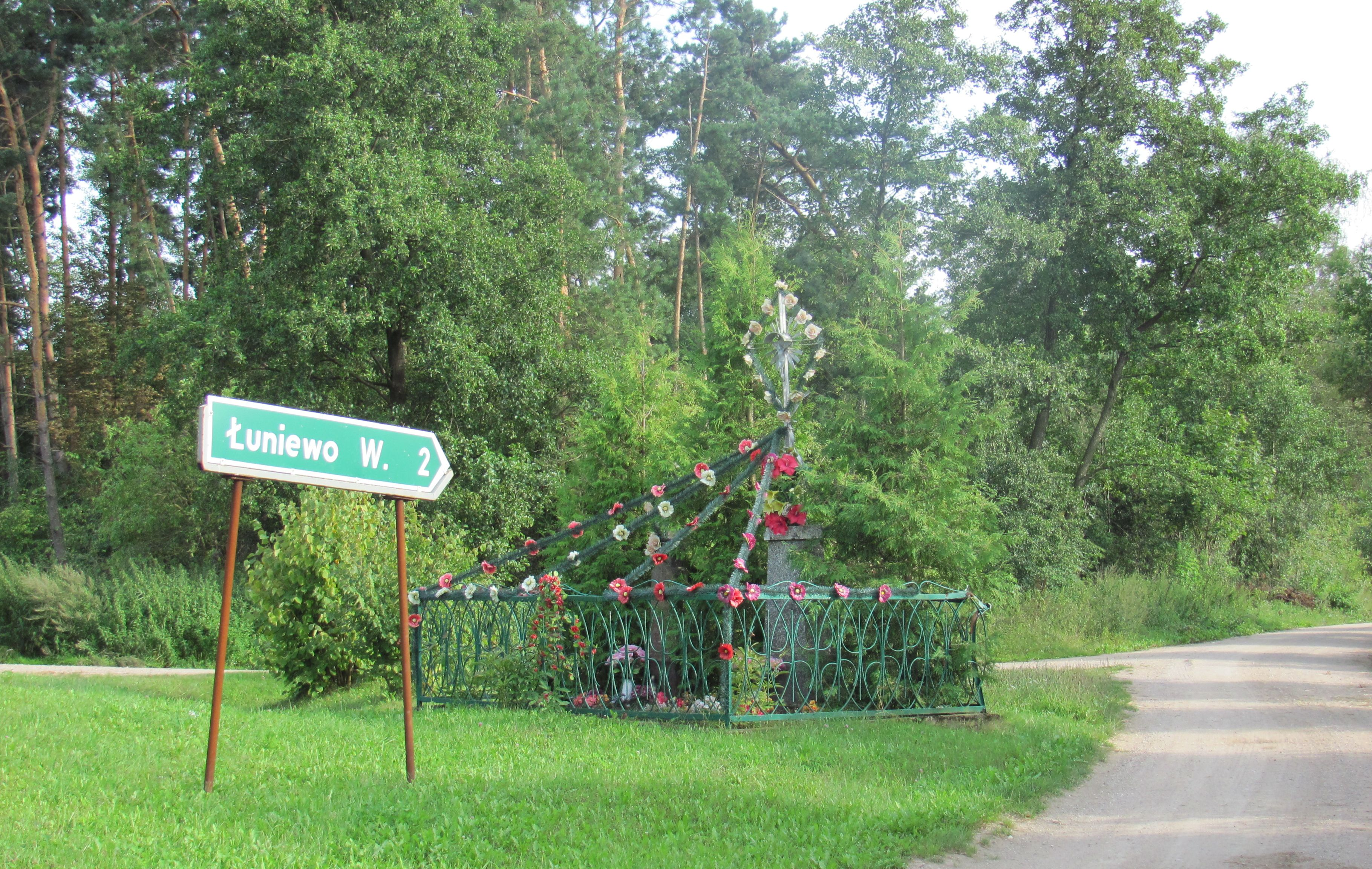
Krzyż na rozstaju dróg.

Pod koniec wieku XIX wieś i folwark w powiecie mazowieckim, gmina Klukowo, parafia Kuczyn (od roku 1919 parafia Klukowo). Kapłań częścią dóbr Klukowo należących do Henryka hr. Starzeńskiego. Osad 21, użytki rolne o powierzchni 236 morgów.
Na przełomie XIX i XX wieku Starzeńscy sprzedali folwark. W okresie międzywojennym właścicielem folwarku Anzelm Lipski, posiadający ponad 100 hektarów ziemi.
W 1921 roku nazwę miejscowości zapisano jako Kapłon. We wsi znajdowało się 26 domów i 158 mieszkańców, w folwarku 1 dom i 26 mieszkańców.